# Gran maestri di Rodi
Il seguente è l'elenco dei Gran maestri di Rodi, quando i Cavalieri Ospitalieri presero possesso dell'isola, appartenente all'Impero bizantino, provenienti dalla Terra santa e da Cipro, e vi rimasero, con piena sovranità, per 217 anni, dal 1305 al 1522. Furono venti, di cui quattro italiani, più un usurpatore. Il loro luogo di sepoltura era nella chiesa di San Giovanni (non più esistente): diciannove sarcofaghi si trovano nel chiostro della cattedrale dell'Annunciazione (eretta durante il dominio italiano) e alcune pietre tombali nel museo parigino di Cluny. Il primo gennaio 1523 i cavalieri abbandonarono Rodi, occupata dagli ottomani, e si diressero verso Malta, dove rimarranno fino al dominio napoleonico.

Lo stemma dei Cavalieri

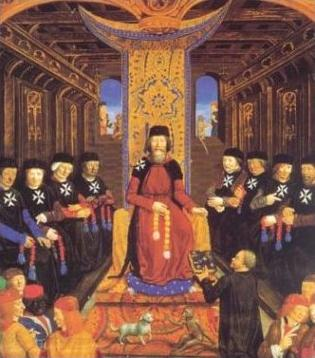
Il Gran maestro e i cavalieri, a Rodi

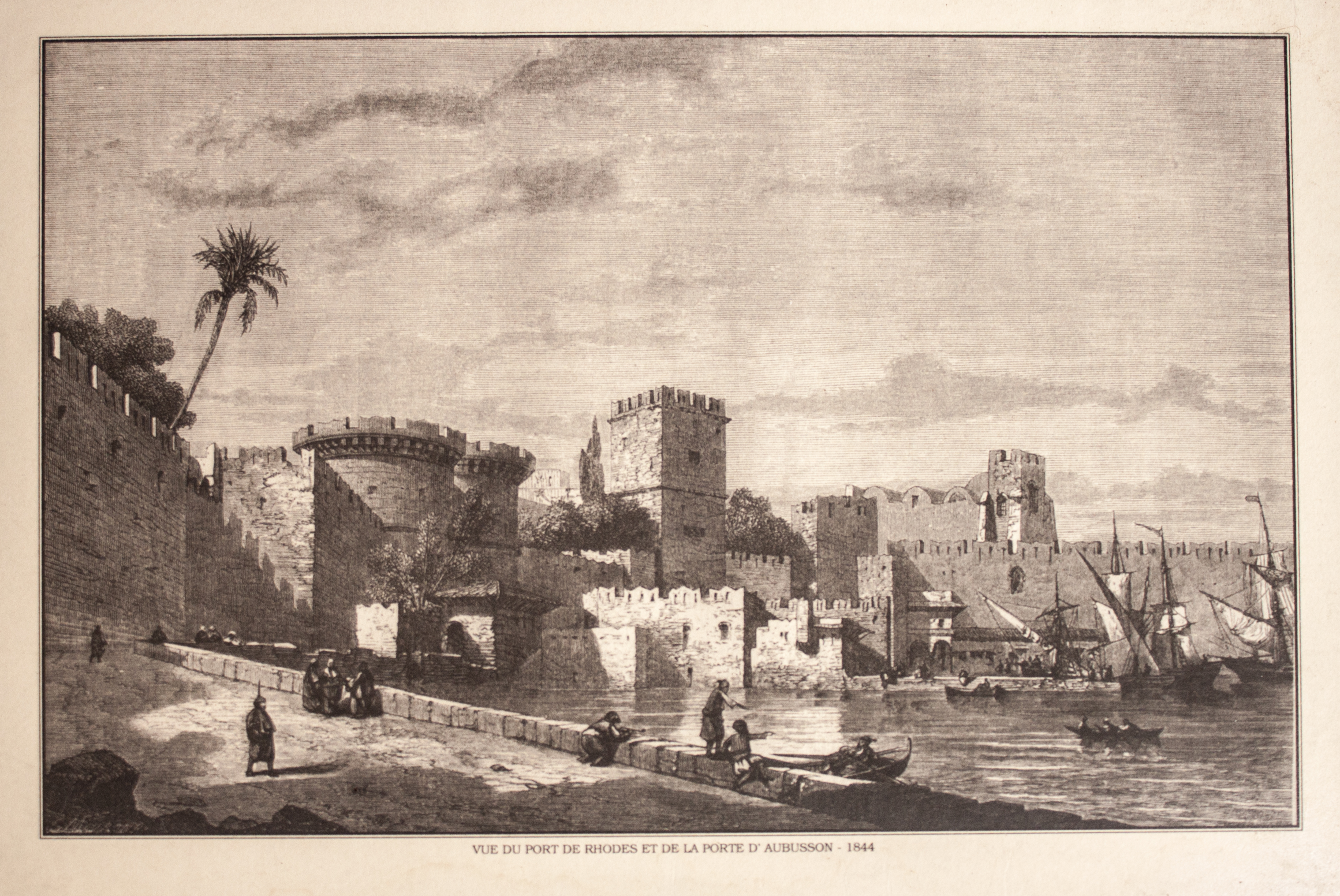
Il porto di Rodi

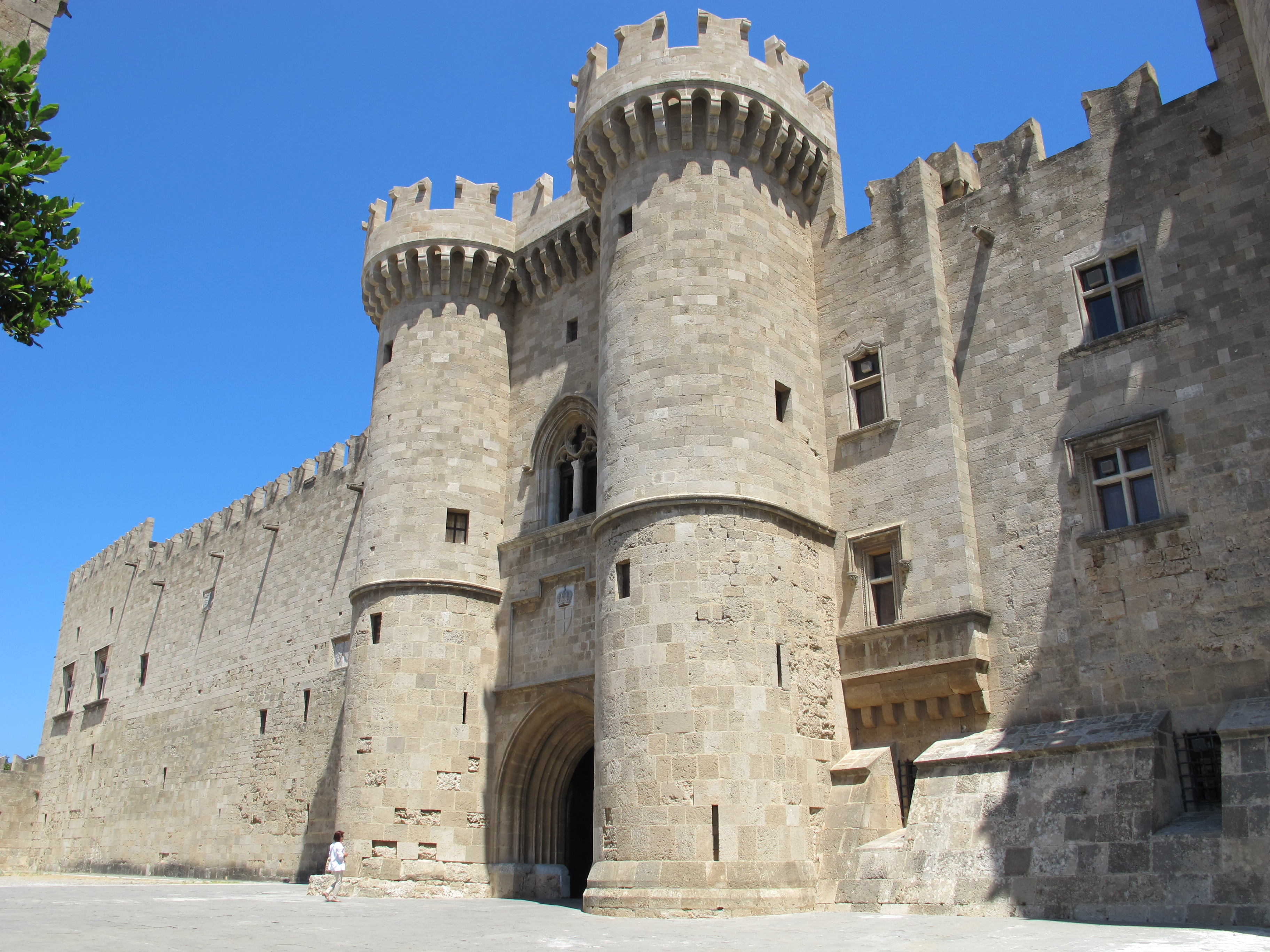
Il palazzo magistrale, ricostruito

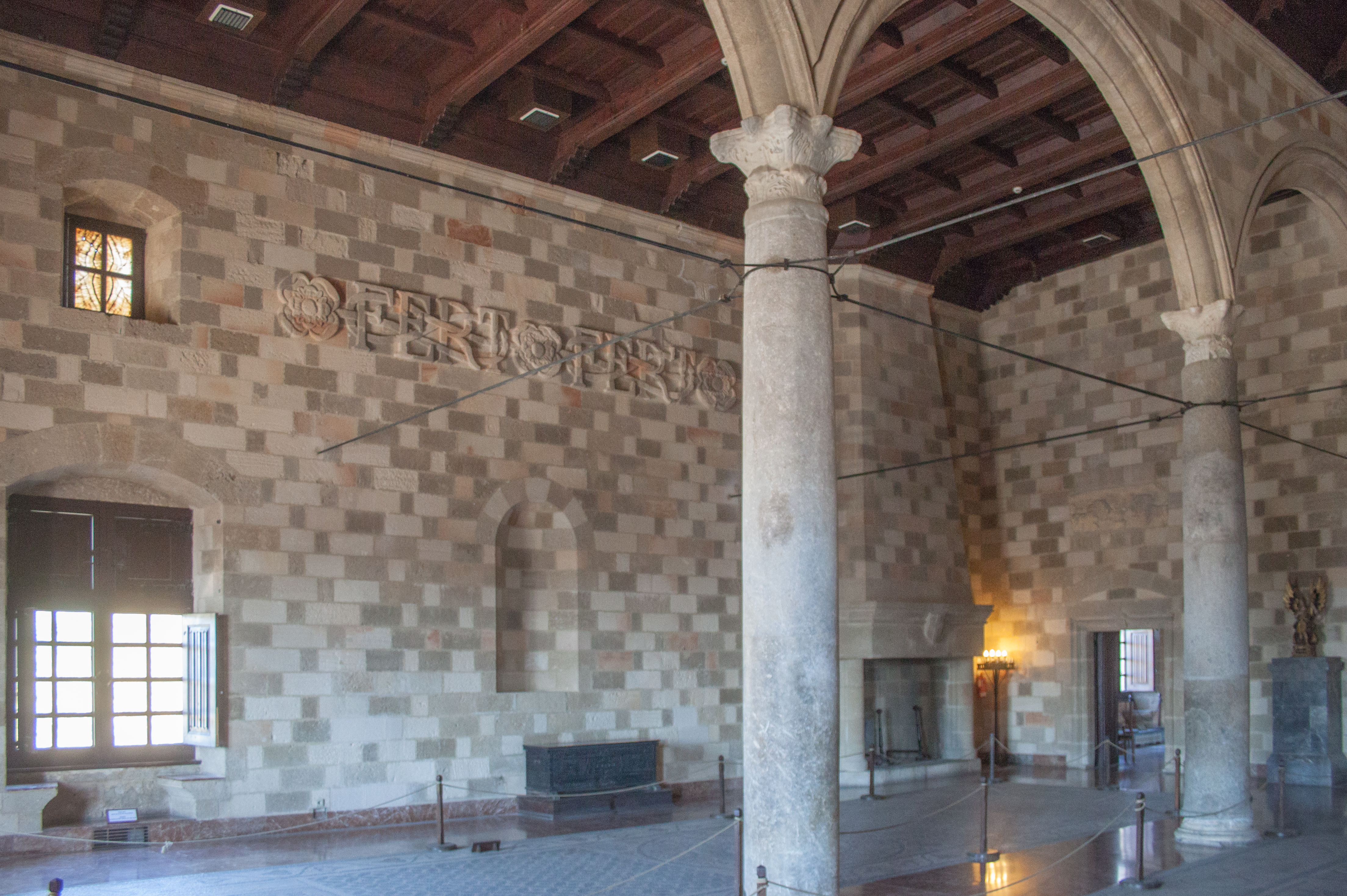
Sala di rappresentanza del palazzo del Gran maestro

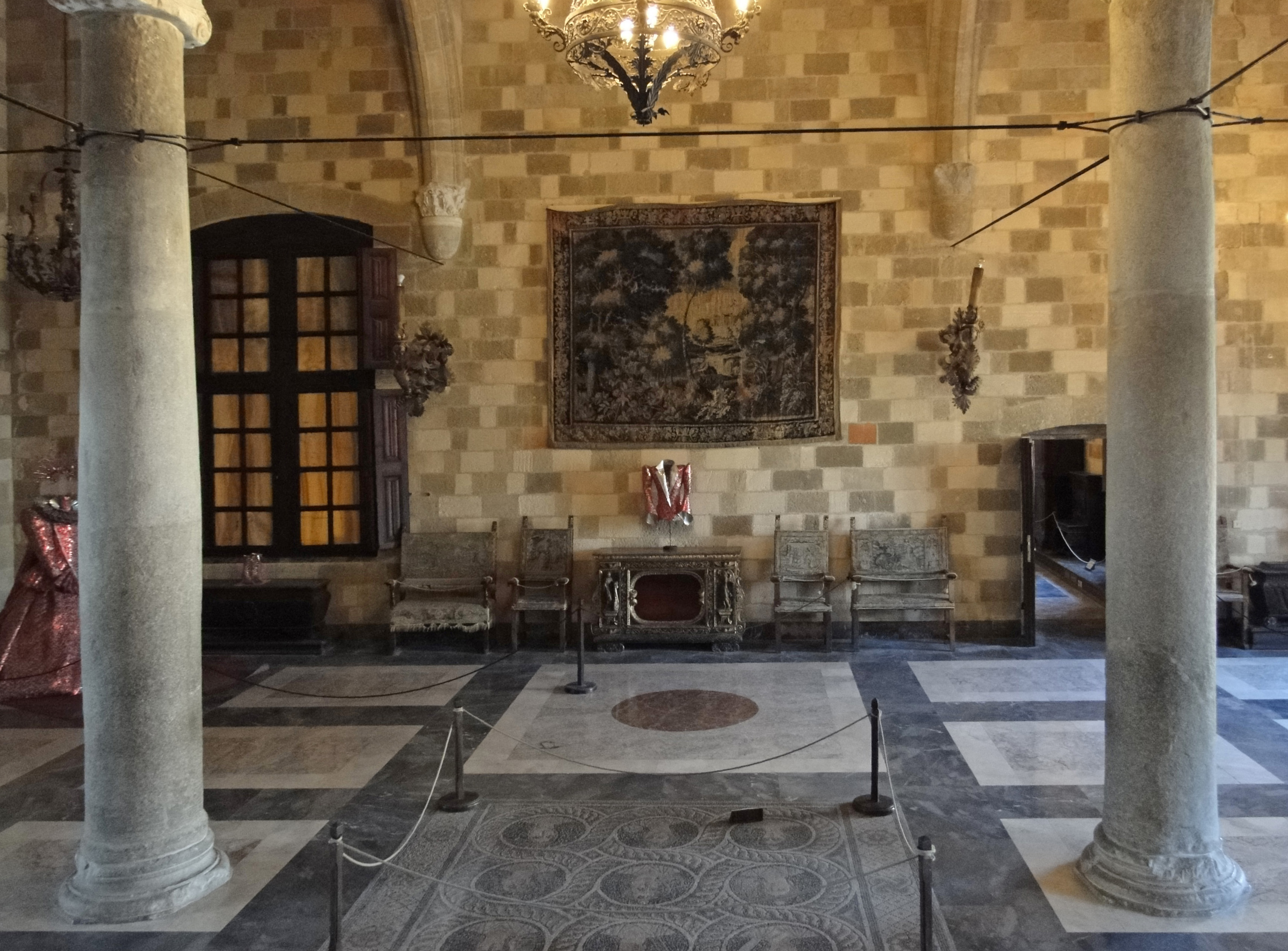
Camera delle nove muse

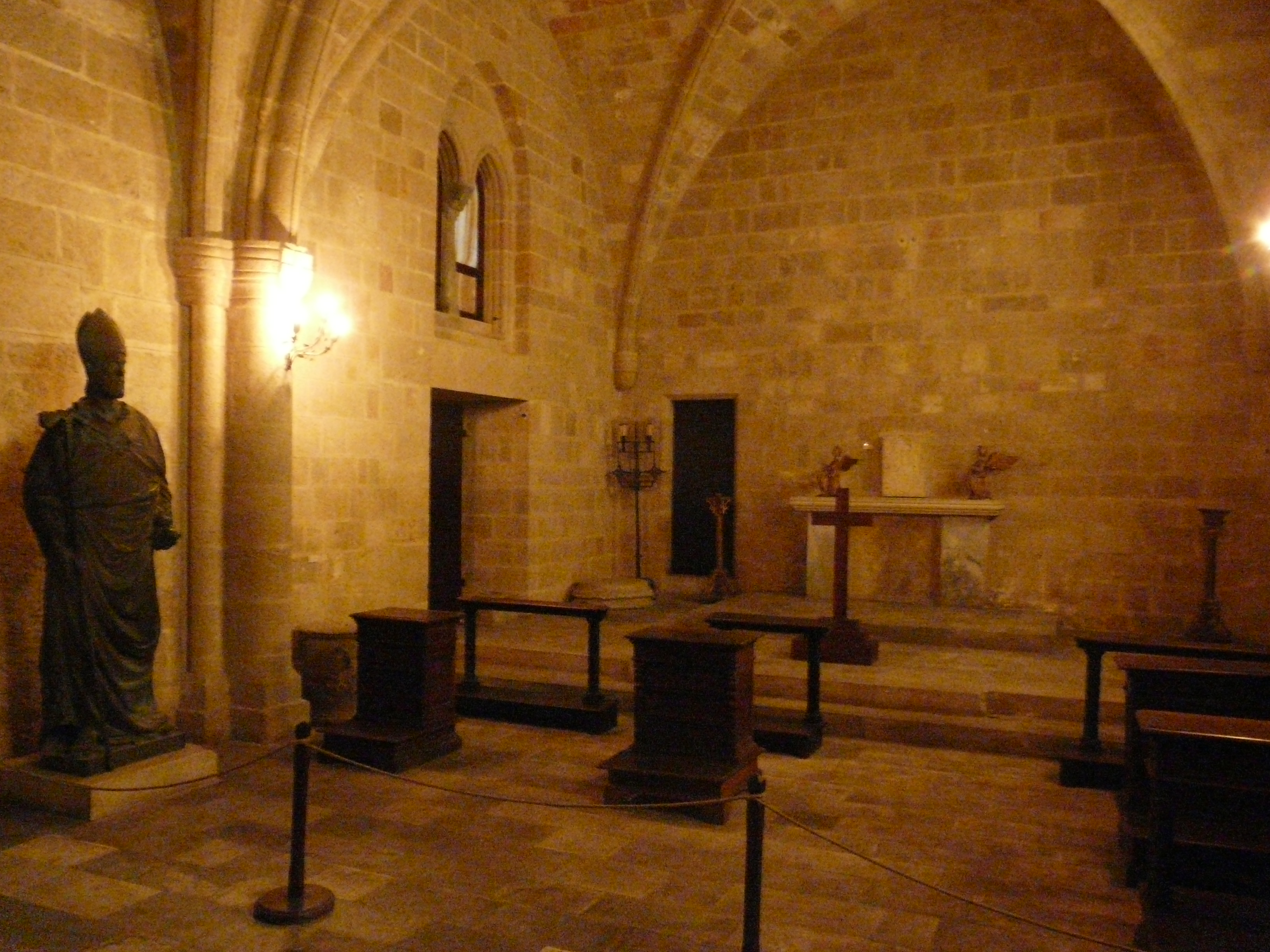
La cappella del palazzo

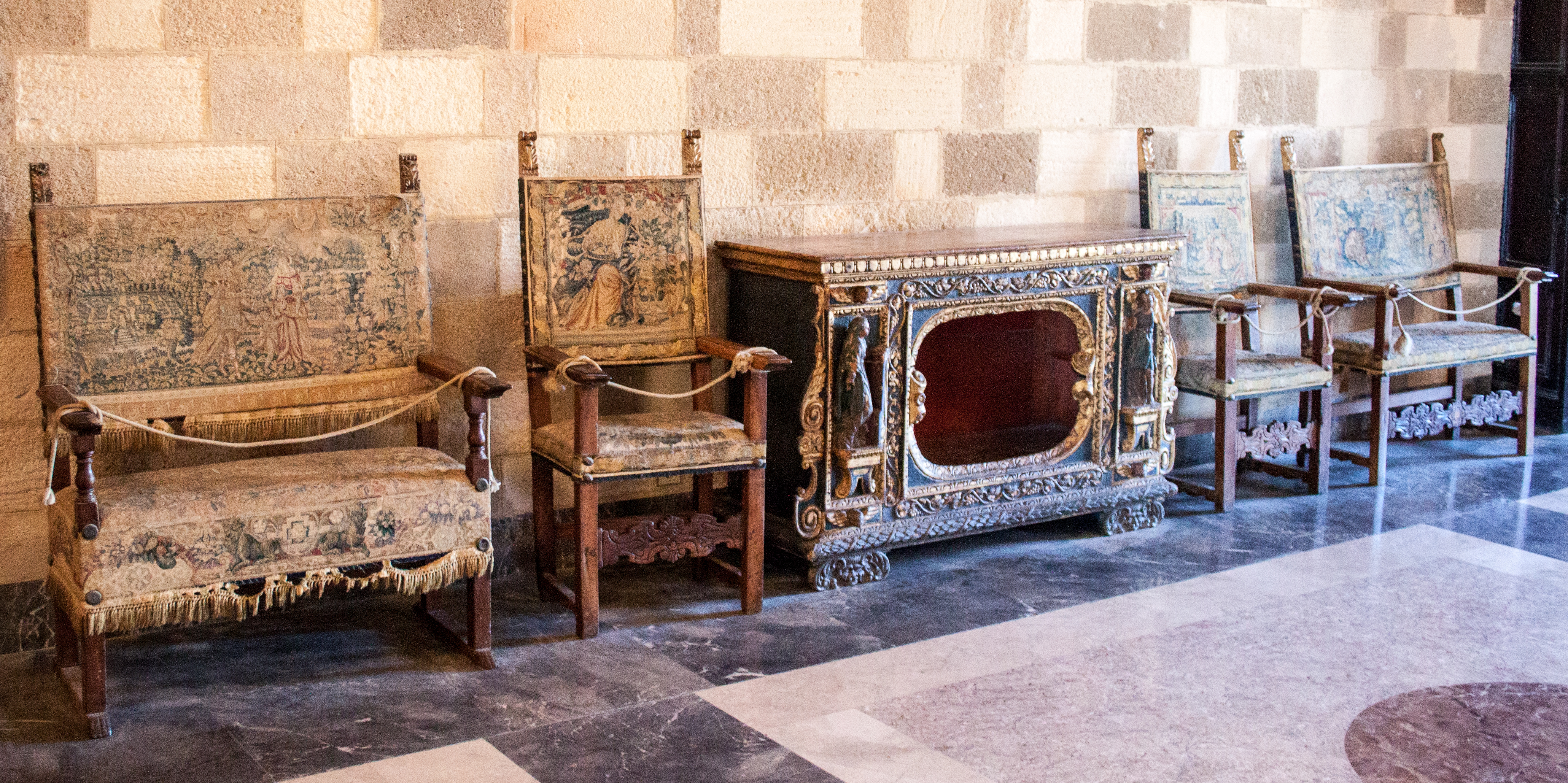
Vecchi arredi nella residenza

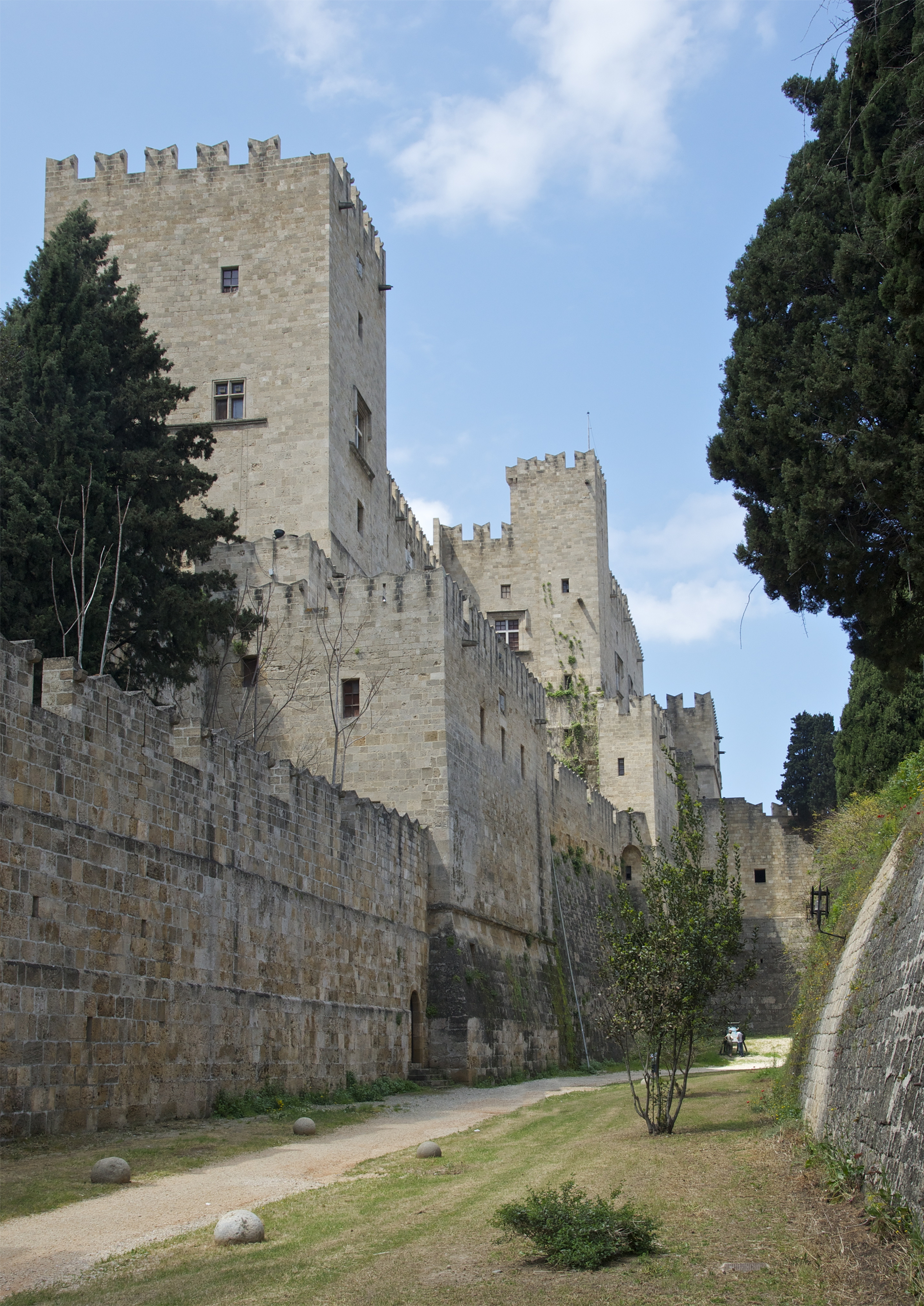
Scorcio delle mura di Rodi

| Ritratto | Titolo       | Nome                             | Magistero   | Note                                                             |
|          | Gran maestro | Foulques de Villaret             | 1305 - 1319 | primo Gran maestro sovrano con sede a Rodi                       |
|          | Gran maestro | Helion de Villeneuve             | 1319 - 1346 | morì a Rodi                                                      |
|          | Gran maestro | Dieudonné de Gozon               | 1346 - 1353 | aiutò l'Armenia contro l'Egitto                                  |
|          | Gran maestro | Pierre de Corneillan             | 1353 - 1355 | si oppose a Innocenzo VI circa lo spostamento della sede da Rodi |
|          | Gran maestro | Roger de Pins                    | 1355 - 1365 | creò un istituto del pubblico Tesoro                             |
|          | Gran maestro | Raymond Berenger                 | 1365 - 1374 | riconquistò Tripoli e Tarso                                      |
|          | Gran maestro | Robert de Juliac                 | 1374 - 1376 | non lasciò particolare ricordo                                   |
|          | Gran maestro | Juan Fernández de Heredia        | 1376 - 1396 | rivendicò i diritti sul ducato di Atene                          |
|          | Gran maestro | Riccardo Caracciolo              | 1383 - 1395 | non legittimo                                                    |
|          | Gran maestro | Philibert de Naillac             | 1396 - 1421 | reclamò maggiore autonomia dal Papa                              |
|          | Gran maestro | Antonio Fluvian de Riviere       | 1421 - 1437 | cercò di sanare le finanze                                       |
|          | Gran maestro | Jean de Lastic                   | 1437 - 1454 | difese Rodi dai musulmani                                        |
|          | Gran maestro | Jacques de Milly                 | 1454 - 1461 | continuò la guerra con i mammelucchi                             |
|          | Gran maestro | Pietro Raimondo Zacosta          | 1461 - 1467 | sepolto nella Basilica di San Pietro                             |
|          | Gran maestro | Giovanni Battista Orsini         | 1467 - 1476 | restaurò le fortificazioni                                       |
|          | Gran maestro | Pierre d'Aubusson                | 1476 - 1503 | subì l'assedio di Rodi (1480)                                    |
|          | Gran maestro | Emery d'Amboise                  | 1503 - 1512 | sconfisse il sultano d'Egitto                                    |
|          | Gran maestro | Guy de Blanchefort               | 1512 - 1513 | proseguirono le ostilità con gli ottomani                        |
|          | Gran maestro | Fabrizio del Carretto            | 1513 - 1521 | consolidò le difese di Rodi                                      |
|          | Gran maestro | Philippe Villiers de L'Isle-Adam | 1521 - 1522 | ultimo Gran maestro di Rodi, poi primo di Malta                  |